# یواس‌اس ابیلیتی (پی‌وای‌سی-۲۸)
یواس‌اس ابیلیتی (پی‌وای‌سی-۲۸) (به انگلیسی: USS Ability (PYc-28)) یک کشتی بود که طول آن ۱۳۳ فوت (۴۱ متر) بود. این کشتی در سال ۱۹۲۶ ساخته شد.